# Belle et Sébastien (filme)
Belle et Sébastien (Bell e Sebastião (título em Portugal) ou Belle e Sebástian (título no Brasil) é um filme francês dos géneros aventura e drama, realizado e escrito por Nicolas Vanier, Juliette Sales e Fabien Suarez, com base no romance homónimo da autora Cécile Aubry. Estreou-se em França a 18 de dezembro de 2013, em Portugal a 7 de agosto de 2014 e no Brasil a 12 de fevereiro de 2015.

## Argumento
Em 1943 numa pequena aldeia nos Alpes, durante a Segunda Guerra Mundial, Sébastien (Sebastião ou Sebástian), uma criança órfã e solitária, encontra um cão abandonado, que os aldeões o acusaram de matar ovelhas. Sébastien começa por cuidar do cão e dá a ele o nome de Belle (Bell), enquanto os pastores chamam o cachorro de "a besta", tentando se livrar dele.
A vida pacata da aldeia é interrompida pela chegada de soldados alemães que querem desmantelar uma rede que passava judeus para a Suíça.

## Elenco
- Félix Bossuet como Sébastien/Sebastião/Sebástian
- Tchéky Karyo como César
- Margaux Chatelier como Angélina
- Dimitri Storoge como doutor Guillaume Cimaz
- Mehdi El Glaoui como André
- Andreas Pietschmann como tenente Peter
- Urbain Cancelier como prefeito
- Paola Palma como Esther
- Andrée Damant como Célestine

## Bilheteira
| País/região   | Bilheteira          | Bilheteira encerrada em: | Número de semanas |
| ------------- | ------------------- | ------------------------ | ----------------- |
| França        | 2 966 318 entradas  | 11 de março de 2014      | 12                |
| Itália        | 1 151 422 entradas  |                          |                   |
| Suíça         | 73 838 entradas     |                          |                   |
| Coreia do Sul | 25 366 entradas     |                          |                   |
| Global        | 35 686 881 entradas |                          |                   |